# Pelezi
 (septembre 2008).
Si vous disposez d'ouvrages ou d'articles de référence ou si vous connaissez des sites web de qualité traitant du thème abordé ici, merci de compléter l'article en donnant les références utiles à sa vérifiabilité et en les liant à la section « Notes et références ».
Pelezi est un village situé dans la sous-préfecture de Dania, dans le département de Vavoua au centre ouest de la Côte d'Ivoire,,.
Il se trouve au cœur d’une des plus grandes régions agricoles de Côte d'Ivoire où on cultive du café, du maïs, du cacao, du manioc, du riz, de la banane plantain, de l’arachide. Sur cette terre très fertile poussent également des palmiers, à partir desquels les villageois fabriquent le banguie, vin de palme, et le koutoukou, un alcool blanc très fort, théoriquement interdit dans tout le pays…
La région, qui est de peuplement Niédeboua (ou Nyabwa ) — du groupe Krou —, comporte également des forêts très denses où vivent des troupeaux d’éléphants, des singes, des antilopes, des gazelles, des panthères, des biches et des pangolins.
Au début de la guerre civile de Côte d'Ivoire, en décembre 2002, le village a subi des bombardements qui ont fait des centaines de victimes.